# بازی تمام شد (فیلم ۲۰۱۹)
بازی تمام شد (به انگلیسی: Game Over) فیلمی در سبک تریلر روان‌شناختی محصول هند به کارگردانی اشوین سراوان در سال ۲۰۱۹ است.

## بازیگران
- تاپسی پانو
- وینودینی ویدیاناسن
- آنیش کوروویلا
- رامیا سوبرامانیان